# St. Michael (Düllstadt)

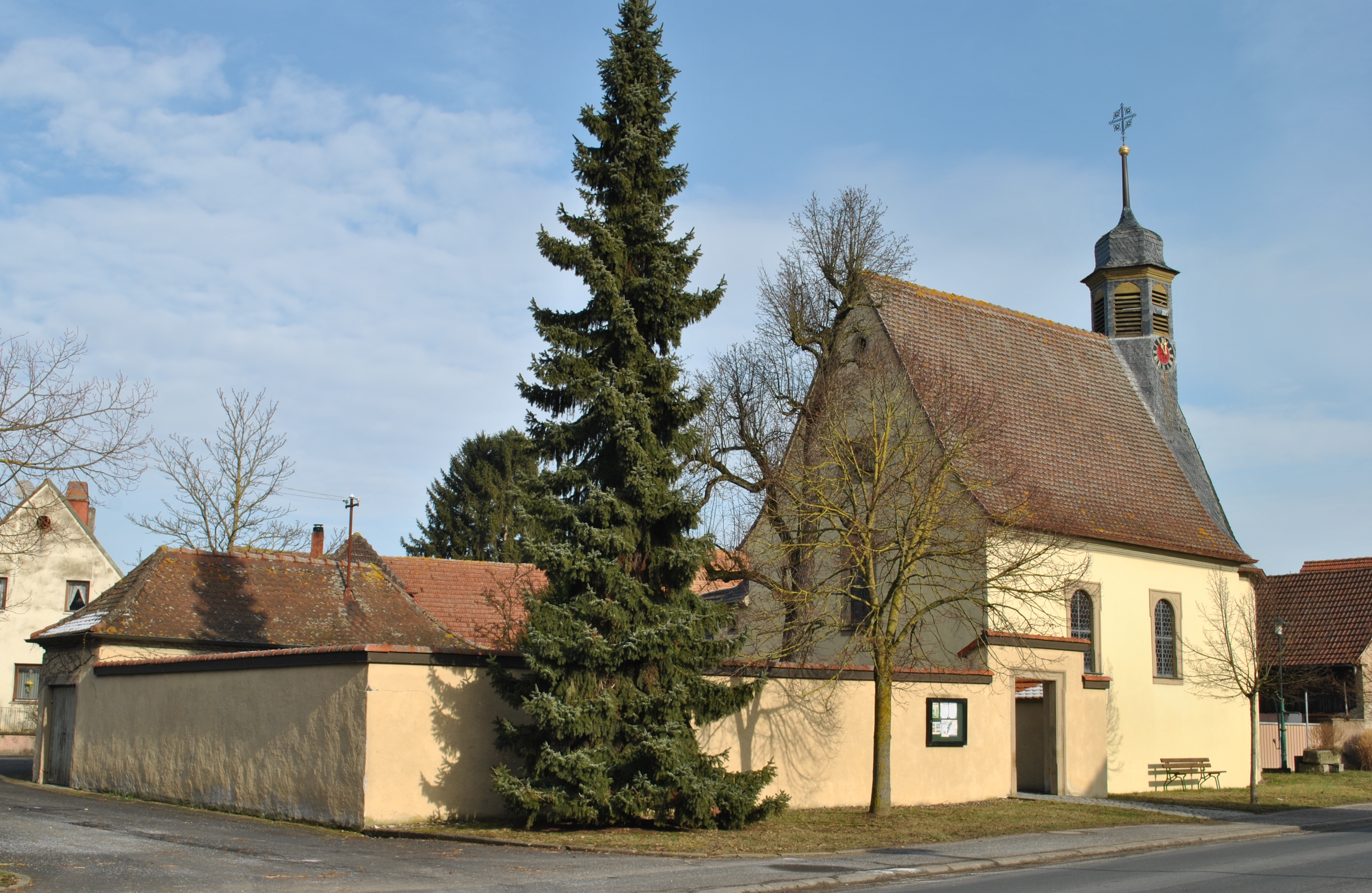
Die Kirche in Düllstadt

Die Kirche St. Michael in Düllstadt ist die katholische Filialkirche des Schwarzacher Ortsteils im Landkreis Kitzingen. Sie liegt an der Bamberger Straße inmitten des Ortes und ist Teil des Dekanats Kitzingen.

## Geschichte
Nach dem Dreißigjährigen Krieg lag Düllstadt wüst, da es 1631 geplündert worden war. Erst in der zweiten Hälfte des 17. Jahrhunderts siedelten sich wieder Menschen im Dorf an. Der Dorfherr, der Abt von Münsterschwarzach, förderte die Neuansiedlung mit der Planung einer kleinen Kirche, die den neuen Mittelpunkt des Ortes bilden sollte. Auf Geheiß des Abtes Plazidus I. Büchs erbaute man die Kirche, die Weihe fand am 29. September 1688 statt.
Im 18. Jahrhundert wurde das Gotteshaus verändert, 1744 eine Sakristei angebaut und 1780 entstand ein halbrunder Treppenturm an der westlichen Langhauswand. Im Jahr 1905 erweiterte man die Sakristei. Es folgten mehrere Renovierungen. Innen erneuerte man 1953 und 1977 die Kirche, außen 1976 und 1988. Das Bayerische Landesamt für Denkmalpflege ordnet die Kirche als Baudenkmal ein. Vorgängerbauten im Untergrund werden als Bodendenkmal geführt.

## Architektur
Die Kirche ist ein kleiner Saalbau mit eingezogenem, polygonalem Chor. Oberhalb des Chores sitzt ein sechsseitiger Dachreiter, der mit einer Kuppel abschließt. Der Treppenturm an der westlichen Langhauswand erschließt die westliche Empore. Im Inneren besitzt das Gotteshaus eine Flachdecke und wird von zwei Fensterachsen durchlichtet. Der Chor hat ein Tonnengewölbe mit Stichkappen.

## Ausstattung
Bereits bei der Weihe des Gebäudes stand der Hochaltar mit zweisäuligem Aufbau aus dem 17. Jahrhundert im Chor. Die Säulen sind gewirrlt. Das Altarblatt mit dem heiligen Michael wurde vom Würzburger Andreas Leimgrub im 19. Jahrhundert gemalt. Auf den seitlichen Durchgängen steht links die Figur von Johannes dem Täufer und rechts die des heiligen Josef. Der Auszug trägt ein IHS-Monogramm.
Die Decke wurde in der zweiten Hälfte des 18. Jahrhunderts mit Stuck verziert, man erkennt wiederum das IHS-Monogramm, sowie ein Herz. Der Volksaltar ist ein schlichter Tisch mit Metallfüßen. Ein weiterer Altar im Langhaus ist der Muttergottes Maria geweiht. Die Immaculata malte 1860 ebenfalls Leimgrub. Eine Figur der Muttergottes stammt aus dem 18. Jahrhundert.
In der Kirche befindet sich eine Stoffborte mit Münzen aus vergangenen Jahrhunderten. Auf der Nordseite des Langhauses steht die Kanzel von 1688, eine Heiligenstatue des Michael erinnert an den Kirchenpatron. Ein Vortragekreuz weist auf die Wallfahrtstradition hin. Das Orgelgehäuse wurde um 1750 geschaffen. Im Jahr 2001 renovierte man das Instrument. Zwei Glocken hängen im Dachreiter.